# Метт Гамільтон
Метт Гамільтон (англ. Matt Hamilton) — американський керлінгіст, олімпійський чемпіон, медаліст чемпіонатів світу.
Золоту олімпійську медаль та звання олімпійського чемпіона Гамільтон виборов на Пхьончханській олімпіаді 2018 року, граючи другим у команді Джона Шустера.

## Виноски
1. ↑  Olympedia — 2006.
2. ↑  Результати на сайті результатів і статистики Всесвітньої федерації керлінгу (чоловічий турнір) [Архівовано 16 грудня 2017 у Wayback Machine.] (англ.)